# Tripteroides punctolateralis
Tripteroides punctolateralis är en tvåvingeart som först beskrevs av Theobald 1903.  Tripteroides punctolateralis ingår i släktet Tripteroides och familjen stickmyggor. Inga underarter finns listade i Catalogue of Life.